# 양다정

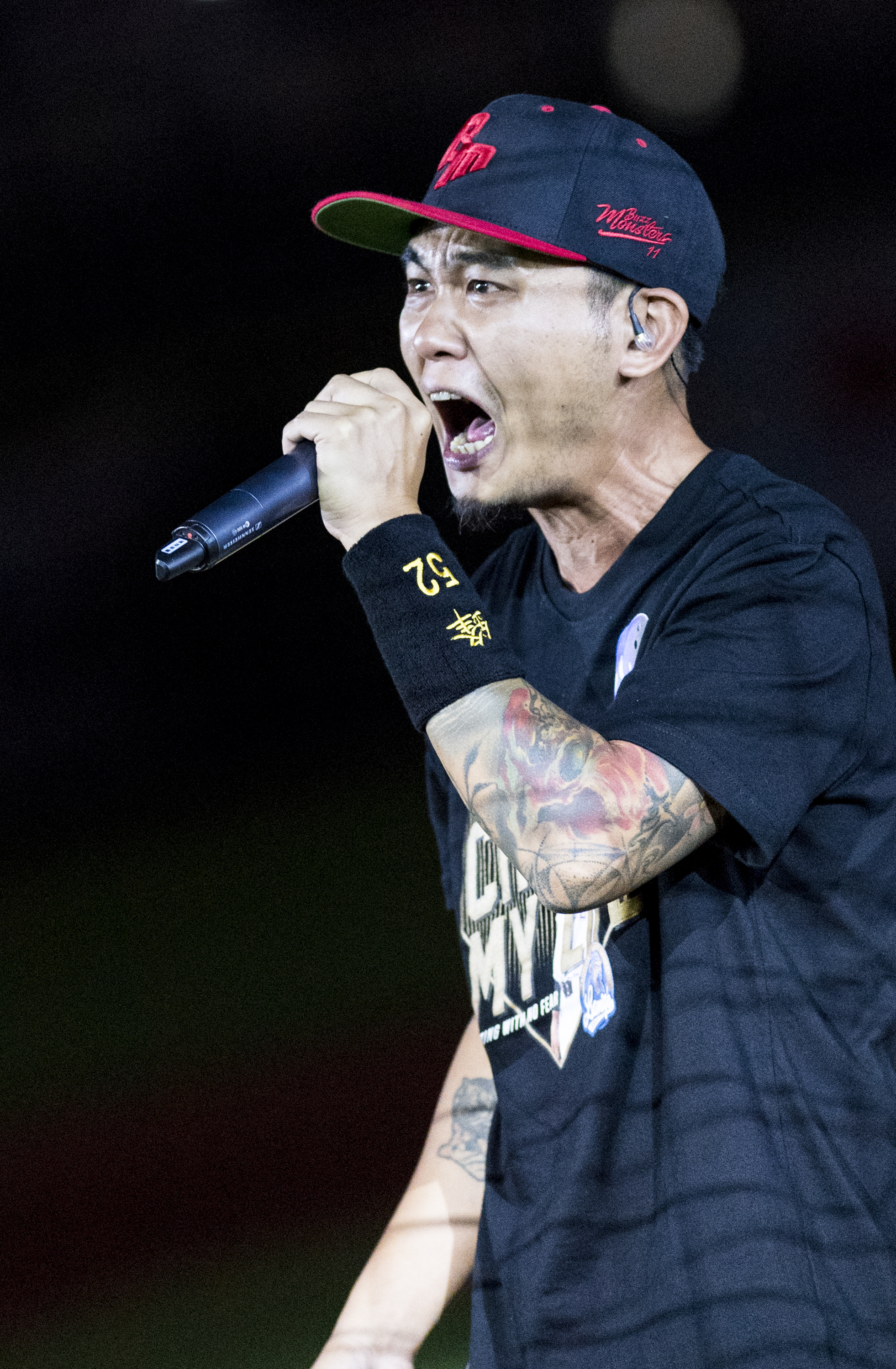

양다정(중국어 정체자: 楊大正, 병음: Yáng Dàzhèng, 한자음: 양대정, Sam Yang, 1984년 8월 24일 ~ )은 대만의 배우이자 가수이다. 분명은 양자쥔(楊家濬)으로, 소화기 밴드(滅火器樂團)의 주가수이다.

## 방송
- 찬란시광
- 경자삼림
- 아원의

## 영화
- 요군락사인사건
- 유마구십오호